# Successor (album)
A Successor című EP a Sonata Arctica második lemeze, 2000-ben jelent meg.

## Számok
1. „FullMoon” (rövidített verzió) – 4:00
2. „Still Loving You” (Scorpions-feldolgozás) – 4:33
3. „I Want Out” (Helloween-feldolgozás) – 3:52
4. „San Sebastian” – 4:46
5. „Shy” – 4:18
6. „Replica” (élő) – 4:48
7. „My Land” (élő) – 4:22

### Bónuszdalok
- „UnOpened” (live) – 4:04
- „FullMoon” (live) – 4:54
- „8th Commandment” (live) – 3:54
- „Letter To Dana” (live) – 5:32
- „Kingdom For A Heart” (live) – 3:40

## Információk
A lemez tartalmazza a FullMoon "edit" verzióját, két új dalt, valamint:
- Élőfelvételeket, amelyek csak a japán és dél-amerikai kiadáson szerepelnek: UnOpened, FullMoon
- Élőfelvételeket, amelyek csak a japán és dél-amerikai kiadáson szerepelnek: 8th Commandment, Letter to Dana
- Élőfelvételt, amely csak a dél-amerikai kiadáson szerepel: Kingdom for a Heart
- A Scorpions együttes 1984-es Love at First Sting albumán megjelent „Still Loving You” feldolgozását
- A Helloween 1988-as Keeper of the Seven Keys Pt. II lemezén található „I Want Out” átiratát.

A két új dal a Shy című ballada (amit még Tricky Beans néven készítettek demóként)és a San Sebastian, amelyet később áthangszerelve újra kiadtak a Silence-en 2001-ben.
Az élő dalokat 2000. június 16-án, a Provinssirock Festival-on (Seinäjoki, Finnország) rögzítették.

## Közreműködők
- Tony Kakko – ének
- Jani Liimatainen – gitár
- Tommy Portimo – dob
- Janne Kivilahti – basszusgitár
- Mikko Härkin – billentyűsök
- Ahti Kortelainen – a stúdiómunkálatok vezetője
- Mikko Karmila és Mika Jussila – utómunkálatok a Finnvox stúdióban
- Yleisradio/RadioMafia – élőfelvételek készítése